# Шебедиха
Шебедиха (укр. Шебедиха) — село на Украине, основано в 1545 году, находится в Олевском районе Житомирской области.
Код КОАТУУ — 1824482404. Население по переписи 2001 года составляет 76 человек. Почтовый индекс — 11030. Телефонный код — 4135. Занимает площадь 0,37 км².

## Адрес местного совета
11020, Житомирская область, Олевский р-н, с. Замысловичи, ул. Ленина, 20